# Linda Caicedo
Linda Lizeth Caicedo Alegría (Candelaria, 22 febbraio 2005) è una calciatrice colombiana, attaccante del Real Madrid e della nazionale colombiana.
Nel 2023 vince il premio Golden Girl in qualità di miglior calciatrice europea under 21.

## Carriera

### Club
Inizia la carriera nell'América de Cali, prima di trasferirsi al Deportivo Cali. Nell'estate 2023 arriva in Europa per giocare con il Real Madrid. Nell'ottobre dello stesso anno viene inclusa fra le dieci finaliste del premio European Golden Girl, assegnato dal quotidiano Tuttosport alla miglior giocatrice Under-21 militante in un campionato europeo, vincendolo a novembre.

### Nazionale
Grazie alle sue qualità Caicedo, ancora giovanissima, inizia a essere convocata dalla Federcalcio colombiana direttamente con la nazionale colombiana, inserita in rosa dal commissario tecnico Nelson Abadía in occasione della doppia amichevole con l'Argentina del 9 e 12 novembre 2019, venendo impiegata nei minuti finali nella seconda, pareggiata 2-2, quando rileva Wendy Bonilla. In seguito Abadía continua a concederle fiducia, convocandola più volte in amichevole tra il 2020 e il 2021, poi l'anno successivo scelta tra le 23 giocatrici che affrontano la Copa América Femenina 2022, manifestazione che si svolge in patria. Durante il torneo Caicedo si mette in luce, siglando 2 reti, tra le quali quella che permette di superare di misura l'Argentina in semifinale facendo accedere così la sua nazionale alla finale del torneo per la terza volta nella sua storia sportiva, qualificandosi per il torneo di calcio femminile all'olimpiade di Parigi 2024 e ricevendo il premio come migliore giocatrice.
Nel frattempo indossa anche le maglie delle nazionali giovanili del suo paese, quella dell'Under-20 disputando prima il campionato sudamericano di categoria di Cile 2022, dove la sua nazionale si aggiudica il 2º posto dietro il Brasile e, grazie a questo risultato, il Mondiale di Costa Rica 2022, dove segna una doppietta nel pareggio per 2-2 con le pari età della Nuova Zelanda aiutando la sua squadra a chiudere in testa al girone e accedere ai quarti di finale.
Sempre nel 2022, grazie ancora alla sua giovane età, ha fatto parte della formazione Under-17 qualificata per il Mondiale di India 2022. Il tecnico Carlos Paniagua la indica in quell'occasione come capitano della squadra che riesce, per la prima volta per una squadra colombiana, a tutti i livelli, a raggiungere la finale di una Coppa del Mondo. Ancora una volta Caicedo si mette in luce nel torneo aggiudicandosi il Pallone d'argento e la Scarpa di bronzo.

## Vita privata
Il 26 febbraio 2020, subito dopo il suo 15º compleanno, Caicedo iniziò a percepire forti dolori all'addome: inizialmente sottoposta alle cure previste in caso di gastrite, queste si rivelarono inutili quando il suo stomaco cominciò a gonfiarsi tanto da richiedere una visita d'urgenza all'ospedale. Pochi giorni più tardi, infatti, le fu diagonisticato un cancro alle ovaie e a marzo si sottopose a un intervento chirurgico per rimuovere il tumore, cui fecero seguito sei mesi a letto in chemioterapia. Il 10 settembre venne dichiarata definitivamente libera dal cancro e poté così tornare ad allenarsi in campo pochi giorni dopo, assistita dagli psicologi del Deportivo Cali e proseguendo parallelamente il suo percorso di riabilitazione con impegnative visite mediche.
Dal 2023 è legata sentimentalmente a Valentina Herrera, anch'ella calciatrice, a cui ha peraltro dedicato la sua esultanza dopo il gol segnato alla Germania ai Mondiali di calcio giocatisi in quello stesso anno.

## Statistiche

### Cronologia presenze e reti in nazionale
| Cronologia completa delle presenze e delle reti in nazionale ― Colombia | Cronologia completa delle presenze e delle reti in nazionale ― Colombia | Cronologia completa delle presenze e delle reti in nazionale ― Colombia | Cronologia completa delle presenze e delle reti in nazionale ― Colombia | Cronologia completa delle presenze e delle reti in nazionale ― Colombia | Cronologia completa delle presenze e delle reti in nazionale ― Colombia | Cronologia completa delle presenze e delle reti in nazionale ― Colombia | Cronologia completa delle presenze e delle reti in nazionale ― Colombia |
| Data                                                                    | Città                                                                   | In casa                                                                 | Risultato                                                               | Ospiti                                                                  | Competizione                                                            | Reti                                                                    | Note                                                                    |
| ----------------------------------------------------------------------- | ----------------------------------------------------------------------- | ----------------------------------------------------------------------- | ----------------------------------------------------------------------- | ----------------------------------------------------------------------- | ----------------------------------------------------------------------- | ----------------------------------------------------------------------- | ----------------------------------------------------------------------- |
| 22-9-2021                                                               | Città del Messico                                                       | Messico                                                                 | 2 – 0                                                                   | Colombia                                                                | Amichevole                                                              | -                                                                       | 46’                                                                     |
| 24-10-2021                                                              | Cali                                                                    | Colombia                                                                | 2 – 0                                                                   | Cile                                                                    | Amichevole                                                              | 1                                                                       |                                                                         |
| 10-4-2022                                                               | Manizales                                                               | Colombia                                                                | 2 – 2                                                                   | Venezuela                                                               | Amichevole                                                              | 1                                                                       |                                                                         |
| 26-6-2022                                                               | Commerce City                                                           | Stati Uniti                                                             | 3 – 0                                                                   | Colombia                                                                | Amichevole                                                              | -                                                                       | 75’                                                                     |
| 29-6-2022                                                               | Sandy                                                                   | Stati Uniti                                                             | 2 – 0                                                                   | Colombia                                                                | Amichevole                                                              | -                                                                       | 46’                                                                     |
| 9-7-2022                                                                | Cali                                                                    | Colombia                                                                | 4 – 2                                                                   | Paraguay                                                                | Coppa America 2022 - 1º turno                                           | 1                                                                       | 70’                                                                     |
| 12-7-2022                                                               | Cali                                                                    | Bolivia                                                                 | 0 – 3                                                                   | Colombia                                                                | Coppa America 2022 - 1º turno                                           | 1                                                                       | 90+7’                                                                   |
| 18-7-2022                                                               | Cali                                                                    | Ecuador                                                                 | 1 – 2                                                                   | Colombia                                                                | Coppa America 2022 - 1º turno                                           | 1                                                                       |                                                                         |
| 21-7-2022                                                               | Armenia                                                                 | Colombia                                                                | 4 – 0                                                                   | Cile                                                                    | Coppa America 2022 - Quarti di finale                                   | -                                                                       | 81’                                                                     |
| 26-7-2022                                                               | Bucaramanga                                                             | Colombia                                                                | 1 – 0                                                                   | Argentina                                                               | Coppa America 2022 - Semifinale                                         | 1                                                                       | 90+4’ 90+5’                                                             |
| 31-7-2022                                                               | Bucaramanga                                                             | Colombia                                                                | 0 – 1                                                                   | Brasile                                                                 | Coppa America 2022 - Finale                                             | -                                                                       |                                                                         |
| 7-9-2022                                                                | Medellín                                                                | Colombia                                                                | 2 – 0                                                                   | Costa Rica                                                              | Amichevole                                                              | 1                                                                       | 88’                                                                     |
| 12-11-2022                                                              | Ibagué                                                                  | Colombia                                                                | 1 – 0                                                                   | Marocco                                                                 | Amichevole                                                              | 1                                                                       |                                                                         |
| 15-11-2022                                                              | Popayán                                                                 | Colombia                                                                | 1 – 0                                                                   | Zambia                                                                  | Amichevole                                                              | -                                                                       |                                                                         |
| 15-2-2023                                                               | San José                                                                | Costa Rica                                                              | 1 – 1                                                                   | Colombia                                                                | Amichevole                                                              | 1                                                                       | 90+3’                                                                   |
| 18-2-2023                                                               | León                                                                    | Colombia                                                                | 1 – 0                                                                   | Nigeria                                                                 | Amichevole                                                              | 1                                                                       |                                                                         |
| 23-2-2023                                                               | León                                                                    | Messico                                                                 | 1 – 1                                                                   | Colombia                                                                | Amichevole                                                              | -                                                                       |                                                                         |
| 7-4-2023                                                                | Clermont-Ferrand                                                        | Francia                                                                 | 5 – 2                                                                   | Colombia                                                                | Amichevole                                                              | -                                                                       |                                                                         |
| 11-4-2023                                                               | Roma                                                                    | Italia                                                                  | 2 – 1                                                                   | Colombia                                                                | Amichevole                                                              | -                                                                       |                                                                         |
| 18-6-2023                                                               | Panama                                                                  | Panama                                                                  | 0 – 2                                                                   | Colombia                                                                | Amichevole                                                              | 1                                                                       | 82’                                                                     |
| 21-6-2023                                                               | Cali                                                                    | Colombia                                                                | 1 – 1                                                                   | Panama                                                                  | Amichevole                                                              | -                                                                       |                                                                         |
| 18-7-2023                                                               | Bogotà                                                                  | Colombia                                                                | 2 – 2                                                                   | Cina                                                                    | Amichevole                                                              | 1                                                                       |                                                                         |
| 25-7-2023                                                               | Sydney                                                                  | Colombia                                                                | 2 – 0                                                                   | Corea del Sud                                                           | Mondiali 2023 - 1º turno                                                | 1                                                                       |                                                                         |
| 30-7-2023                                                               | Sydney                                                                  | Germania                                                                | 1 – 2                                                                   | Colombia                                                                | Mondiali 2023 - 1º turno                                                | 1                                                                       | 90+6’                                                                   |
| 3-8-2023                                                                | Perth                                                                   | Marocco                                                                 | 1 – 0                                                                   | Colombia                                                                | Mondiali 2023 - 1º turno                                                | -                                                                       |                                                                         |
| 8-8-2023                                                                | Melbourne                                                               | Colombia                                                                | 1 – 0                                                                   | Giamaica                                                                | Mondiali 2023 - Ottavi di finale                                        | 1                                                                       |                                                                         |
| 12-8-2023                                                               | Sydney                                                                  | Inghilterra                                                             | 2 – 1                                                                   | Colombia                                                                | Mondiali 2023 - Quarti di finale                                        | -                                                                       |                                                                         |
| 27-10-2023                                                              | Sandy                                                                   | Stati Uniti                                                             | 0 – 0                                                                   | Colombia                                                                | Amichevole                                                              | -                                                                       |                                                                         |
| 22-2-2024                                                               | Oakland                                                                 | Panama                                                                  | 0 – 6                                                                   | Colombia                                                                | Gold Cup 2024 - 1º turno                                                | 1                                                                       | 69’                                                                     |
| 25-2-2024                                                               | Pasadena                                                                | Colombia                                                                | 0 – 1                                                                   | Brasile                                                                 | Gold Cup 2024 - 1º turno                                                | -                                                                       |                                                                         |
| 28-2-2024                                                               | San Diego                                                               | Colombia                                                                | 2 – 0                                                                   | Porto Rico                                                              | Gold Cup 2024 - 1º turno                                                | 1                                                                       | 70’                                                                     |
| 4-3-2024                                                                | Los Angeles                                                             | Stati Uniti                                                             | 3 – 0                                                                   | Colombia                                                                | Gold Cup 2024 - Quarti di finale                                        | -                                                                       |                                                                         |
| 25-7-2024                                                               | Décines-Charpieu                                                        | Francia                                                                 | 3 – 2                                                                   | Colombia                                                                | Olimpiadi 2024 - 1º turno                                               | -                                                                       |                                                                         |
| 28-7-2024                                                               | Lione                                                                   | Nuova Zelanda                                                           | 0 – 2                                                                   | Colombia                                                                | Olimpiadi 2024 - 1º turno                                               | -                                                                       | 90’                                                                     |
| 31-7-2024                                                               | Nizza                                                                   | Colombia                                                                | 0 – 1                                                                   | Canada                                                                  | Olimpiadi 2024 - 1º turno                                               | -                                                                       | 90+3’                                                                   |
| 3-8-2024                                                                | Lione                                                                   | Spagna                                                                  | 2 – 2 dts (4 – 2 dtr)                                                   | Colombia                                                                | Olimpiadi 2024 - Quarti di finale                                       | -                                                                       | 66’                                                                     |
| 26-10-2024                                                              | Cariacica                                                               | Brasile                                                                 | 1 – 1                                                                   | Colombia                                                                | Amichevole                                                              | -                                                                       |                                                                         |
| 29-10-2024                                                              | Cariacica                                                               | Brasile                                                                 | 3 – 1                                                                   | Colombia                                                                | Amichevole                                                              | 1                                                                       |                                                                         |
| 21-2-2025                                                               | Houston                                                                 | Stati Uniti                                                             | 2 – 0                                                                   | Colombia                                                                | SheBelieves Cup 2025                                                    | -                                                                       |                                                                         |
| 23-2-2025                                                               | Glendale                                                                | Colombia                                                                | 1 – 4                                                                   | Giappone                                                                | SheBelieves Cup 2025                                                    | 1                                                                       |                                                                         |
| 27-2-2025                                                               | San Diego                                                               | Australia                                                               | 1 – 2                                                                   | Colombia                                                                | SheBelieves Cup 2025                                                    | -                                                                       |                                                                         |
| 16-7-2025                                                               | Quito                                                                   | Venezuela                                                               | 0 – 0                                                                   | Colombia                                                                | Coppa America 2025 - 1º turno                                           | -                                                                       | 87’                                                                     |
| Totale                                                                  |                                                                         | Presenze                                                                | 42                                                                      |                                                                         | Reti                                                                    | 19                                                                      |                                                                         |

## Palmarès

### Competizioni nazionali
- Campionato colombiano femminile: 2

América de Cali: 2019
Deportivo Cali: 2021

### Individuale
- Capocannoniere del Campionato mondiale femminile under 17: 1

2022 (4 reti assieme a Loreen Bender e Momoko Tanikawa)
- Capocannoniere della Coppa Libertadores: 1

2021 (7 reti a pari merito di altre 4 giocatrici)
- Golden Girl: 1

2023